# Matomo
Matomo, dříve Piwik, je svobodný a open source software pro webovou analytiku vyvíjený společností Innocraft a mezinárodním týmem dobrovolníků. Aplikace běží na PHP/MySQL webserveru. Zaznamenává online návštěvy jednoho nebo více webů a zobrazuje reporty pro další analýzu. K červenci 2017 používalo Matomo přes jeden milion webových stránek. Aplikace byla přeložena již do 54 jazyků. Vývojáři pravidelně vydávají nové verze.

## Historie

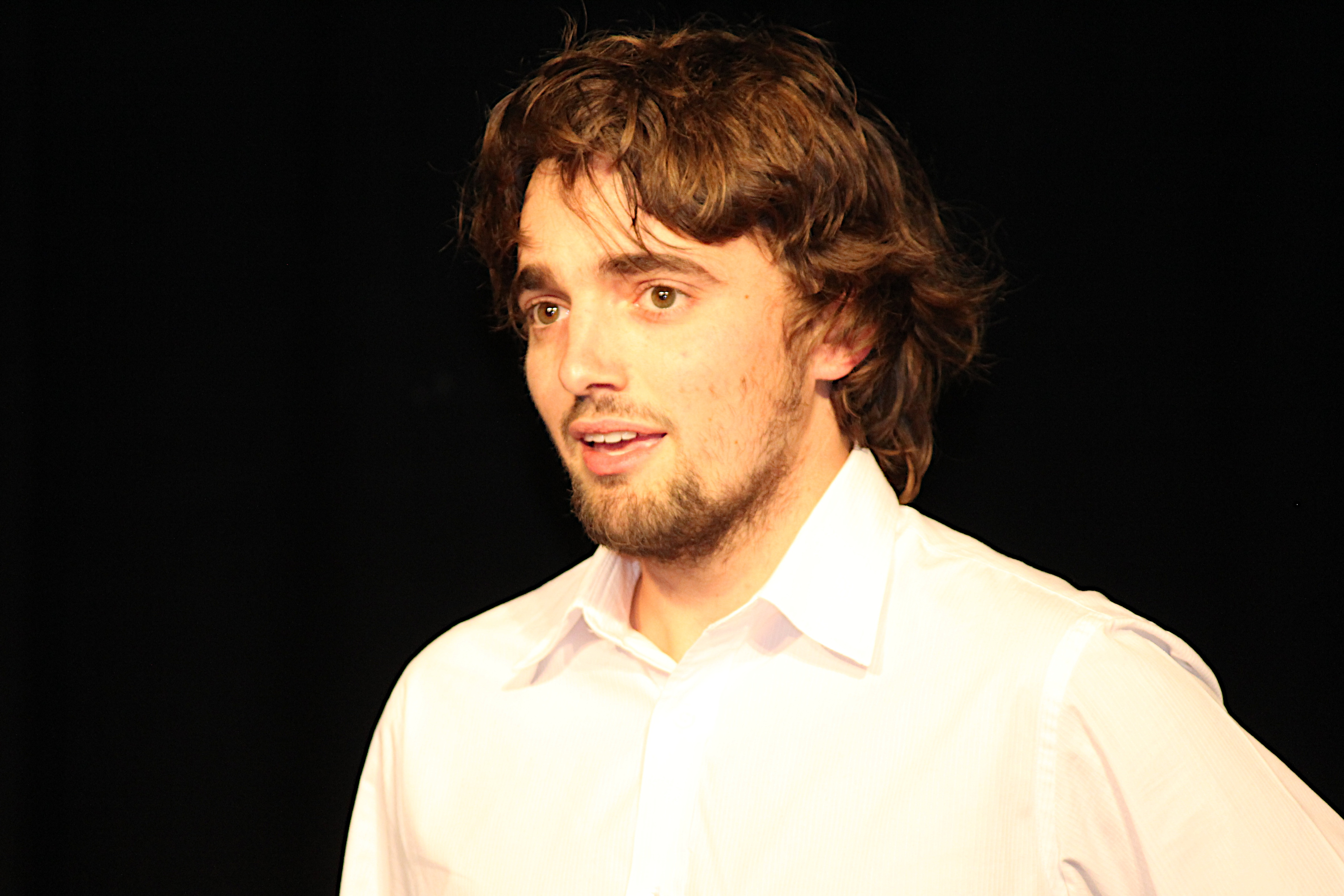
Matthieu Aubry obdržel ocenění za Piwik roku 2012 na New Zealand Open Source Awards

Matomo (Piwik) byl poprvé vydán v roce 2007 jako náhrada za phpMyVisites, s plnou podporou API, čistějším UI (uživatelské rozhraní), moderními grafy, lepší architekturou a výkonem.
Dne 21. listopadu 2008 oznámil SourceForge dostupnost aplikace Matomo.
Matomo bylo vybráno společností SourceForge jako Projekt měsíce a to konkrétně v červenci 2009.
V prosinci 2012 vývojáři Matomo spustili crowdfundingovou kampaň a žádali peníze na vývoj nových funkcí.
V lednu 2018 se projekt Piwik přejmenoval na Matomo, aby se odlišila tato open-source aplikace od placené verze Piwik PRO.